# Изимје
Изимје је насељено место у саставу града Јастребарског у Загребачкој жупанији, Хрватска. До територијалне реорганизације у Хрватској налазило се у саставу бивше велике општине Јастребарско.

## Становништво
На попису становништва 2011. године, Изимје је имало 221 становника.

## Попис1991.
На попису становништва 1991. године, насељено место Изимје је имало 278 становника, следећег националног састава:
| Попис 1991.‍ | Попис 1991.‍ | Попис 1991.‍ | Попис 1991.‍ | Попис 1991.‍ |
| ----------- | ----------- | ----------- | ----------- | ----------- |
|             |             |             |             |             |
| Хрвати      | Хрвати      |             | 277         | 99,64%      |
| непознато   | непознато   |             | 1           | 0,35%       |
| укупно: 278 |             |             |             |             |